# Die Macht der Dummheit

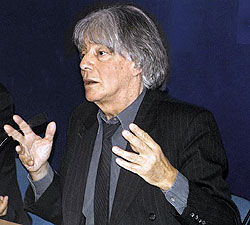
André Glucksmann

Die Macht der Dummheit (im französischen Original La bêtise) ist ein philosophisches Sachbuch des französischen Autors André Glucksmann, das dieser 1985 veröffentlichte und auch in deutscher Übersetzung durch Thomas Dobberkau und Josef Winiger bei der Deutschen Verlags-Anstalt im gleichen Jahr erschien.

## Inhalt
In diesem Werk stellte André Glucksmann die These auf, dass – und inwiefern – eine fundamentale, mehr oder weniger selbst verschuldete und teilweise auch erlernte Form von Dummheit eine regelrechte Weltmacht geworden sei. Mithilfe von Beispielen aus der Literatur- und Geistesgeschichte sowie der Geschichte der Ideologien und der damaligen aktuellen Tagespolitik analysierte Glucksmann das Wesen der von ihm dergestalt bezeichneten Art von Dummheit. Dabei versuchte er zu klären, warum diese Dummheit an sich gerade nach der Aufklärung derart auffallend zunehmen konnte.
Obwohl die Aufklärung in einer ihrer Maximen nach Immanuel Kant forderte, dass jeder den Mut haben müsse, sich seines eigenen Verstandes zu bedienen, offenbarte Glucksmann anhand seiner Analyse und verhaltensbezogenen Bewertungsweise, wie diametral entgegengerichtet die Menschheit von der Erreichung dieses Ziels entfernt ist.
Dabei scheute Glucksmann nicht vor provokativen Formulierungen zurück, wie beispielsweise der bezeichnenden: „Den Vollidioten erkennt man eben daran, daß er durch nichts aus der Fassung zu bringen ist. Er ist stets bereit, sich über das eine Meinung zu bilden, was er nicht versteht, und unfehlbar über das zu urteilen, was er nicht weiß“.
Als erste, elementarste Erscheinungsform von Dummheit beschrieb der französische Philosoph in seinem Vorwort zur deutschen Erstausgabe, wie auch im Kapitel Die Dummheit als Daseinsform und als Logik, sich selbst ins Labyrinth der Dummheit zu sperren: „Systematisch, Zug um Zug, wird die spontane Geste mit der Etikette, die Frage mit der Antwort lupenrein in Einklang gebracht. Diese vollkommene, also primäre und mechanische Entsprechung von Begriff und Sache ist der Motor von zwanghaftem Handeln, das vorgefertigte Meinungen auf stereotype Situationen aufpropft“.

## Ausgaben
- André Glucksmann: Die Macht der Dummheit. Deutsche Übersetzung durch Thomas Dobberkau und Josef Winiger, Deutsche Verlags-Anstalt, Stuttgart 1985, ISBN 3-421-06293-5
- André Glucksmann: Die Macht der Dummheit. Deutsche Übersetzung durch Thomas Dobberkau und Josef Winiger, Ullstein, Frankfurt/a. M./Berlin 1990, ISBN 3-548-34472-0

## Rezension
- „Wer sich darauf einläßt, der wird entdecken, daß hier wirklich interessante Einsichten über das Wesen der Dummheit eröffnet werden“. Die Welt
- „(...) eine witzige Philippika, die der Autor zu einem philosophischen Lehrbuch ausweitet ... eine Kampfschrift gegen die Dummheit“. Der Stern